# Championnats d'Europe de judo 1968
Navigation
Édition précédente Édition suivante
La 17e édition des championnats d'Europe de judo s'est déroulée le 19 mai 1968 à Lausanne, en Suisse.

## Résultats

### Individuels
| Épreuves                       | Or                          | Argent                   | Bronze                                    |
| ------------------------------ | --------------------------- | ------------------------ | ----------------------------------------- |
| moins de 63 kg poids léger     | Piruz Martkoplishvili (URS) | Serguei Suslin (URS)     | Serge Feist (FRA) Denis Pylypiw (FRA)     |
| moins de 70 kg poids mi-moyen  | Roy Magaltadze (URS)        | Otari Natelashvili (URS) | Alan Wood (GBR) Czeslaw Kur (POL)         |
| moins de 80 kg poids moyens    | Wolfgang Hofmann (FRG)      | Patrick Clement (FRA)    | Ferdi Miebach (FRG) Horst Leupold (GDR)   |
| moins de 93 kg poids mi-lourds | Peter Herrmann (FRG)        | Helmut Howiller (GDR)    | Paul Barth (FRG) Ernst Eugster (NED)      |
| plus de 93 kg poids lourds     | Klaus Glahn (FRG)           | Anzor Kiknadze (URS)     | Erich Butka (AUT) Alfred Meier (FRG)      |
| Toutes catégories              | Vladimir Saunin (URS)       | Radovan Krajinovic (YUG) | Guenther Monczyk (FRG) Klaus Hennig (GDR) |

### Par équipes
| Épreuve     | Or                                                                                      | Argent | Bronze |
| ----------- | --------------------------------------------------------------------------------------- | --- | --- |
| Par équipes | France Serge Feist Pierre Guichard Patrick Clément Jean-Paul Coche Jean-Claude Brondani | Union soviétique Sergej Suslin Otari Natelaschwili Alexander Suklin Wladimir Pokatajew Anzor Kibrokaschwili | Allemagne de l'Ouest Harry Utzat Gerd Egger Wolfgang Hofmann Peter Herrmann Klaus Glahn Pays-Bas Jan Gietelinck Tony Jonkman Jan Snijders Ernst Eugster Peter Snijders |

## Tableau des médailles
Les médailles de la compétition par équipes ne sont pas comptabilisées dans ce tableau.
| Rang  | Nation               | Or | Argent | Bronze | Total |
| ----- | -------------------- | -- | ------ | ------ | ----- |
| 1     | Union soviétique     | 3  | 3      | 0      | 6     |
| 2     | Allemagne de l'Ouest | 3  | 0      | 4      | 7     |
| 3     | France               | 0  | 1      | 2      | 3     |
| 3     | Allemagne de l'Est   | 0  | 1      | 2      | 3     |
| 5     | Yougoslavie          | 0  | 1      | 0      | 1     |
| 6     | Pays-Bas             | 0  | 0      | 1      | 1     |
| -     | Autriche             | 0  | 0      | 1      | 1     |
| -     | Pologne              | 0  | 0      | 1      | 1     |
| -     | Royaume-Uni          | 0  | 0      | 1      | 1     |
| Total | Total                | 6  | 6      | 12     | 24    |

## Sources
- Podiums complets sur le site JudoInside.com.

- Epreuve par équipes sur le site allemand sport-komplett.de.

- Podiums complets sur le site alljudo.net.

- Podiums complets sur le site Les-Sports.info.